# Caterina Labouré
Caterina Labouré, al secolo Zoe Labouré, (Fain-lès-Moutiers, 2 maggio 1806 – Parigi, 31 dicembre 1876) è stata una religiosa francese della Compagnia delle Figlie della Carità, proclamata santa nel 1947 da papa Pio XII.

## Biografia

### La giovinezza
Zoe Labouré (Caterina fu il nome attribuitole dopo i voti) nacque a Fain-lès-Moutiers, un piccolo paese della Borgogna a circa 233 km da Parigi, il 2 maggio 1806 da Pietro e Maddalena Gontard, considerati tra i più onesti e pii del luogo. La fanciulla, ben presto rimasta orfana della madre, affidò se stessa e i suoi fratelli alla Vergine Maria. Il padre, preso da molti affari, affidò Caterina alle cure di una zia a Saint Rémy. Due anni dopo la riprese con sé e le affidò le cure della casa. Caterina cercava il più possibile di conciliare le cure domestiche con la preghiera.
A 12 anni fece la Prima Comunione. Giunta all'adolescenza, San Vincenzo de' Paoli le sarebbe apparso in sogno per invitarla a entrare nella comunità delle sue suore, cosicché ella chiese di entrare in una casa delle Figlie della Carità. Caterina, però, trovò opposizione nel padre, che aveva già dato una figlia a tale Istituto e non voleva privarsi dell'aiuto di Caterina. La mandò in casa di un altro figlio a Parigi e la moglie di costui, diventata avvocato, le permise di seguire la sua vocazione.

### La vita religiosa e le apparizioni
Il 21 aprile 1830 Caterina entrò come postulante tra le Figlie della Carità a Châtillon-sur-Seine. In seguito fu mandata a Parigi per il noviziato, nella Casa Madre situata in rue du Bac. Durante il noviziato avrebbe avuto delle apparizioni, come quelle di Gesù Eucaristico e di Cristo Re (giugno 1830), ma quelle che hanno avuto nel corso del tempo la maggiore risonanza sono state quelle dell'Immacolata della "Medaglia miracolosa".
Nella notte tra il 18 e il 19 luglio 1830, mentre la Francia era sconvolta dalla possibilità di una nuova rivoluzione (il 27 luglio cadde Carlo X), Caterina sarebbe stata condotta da un angelo nella grande cappella della Casa Madre, dove avrebbe avuto un colloquio durato più di due ore con la Madonna. Nuovi incontri sarebbero avvenuti, a breve distanza l'uno dall'altro, nel settembre, novembre e dicembre dello stesso anno.
La più nota delle apparizioni fu quella che Caterina ha avuto il 27 novembre nella quale si possono distinguere due fasi. Nel racconto di Caterina, nella prima fase la Madonna le appare — ritta su un globo avvolto dalle spire di un serpente — mentre offre a Dio un altro piccolo globo dorato, tenuto all'altezza del cuore e simbolicamente riferito a ogni singolo credente; dalle mani della Madonna piovono sul globo inferiore due fasci di luce. 

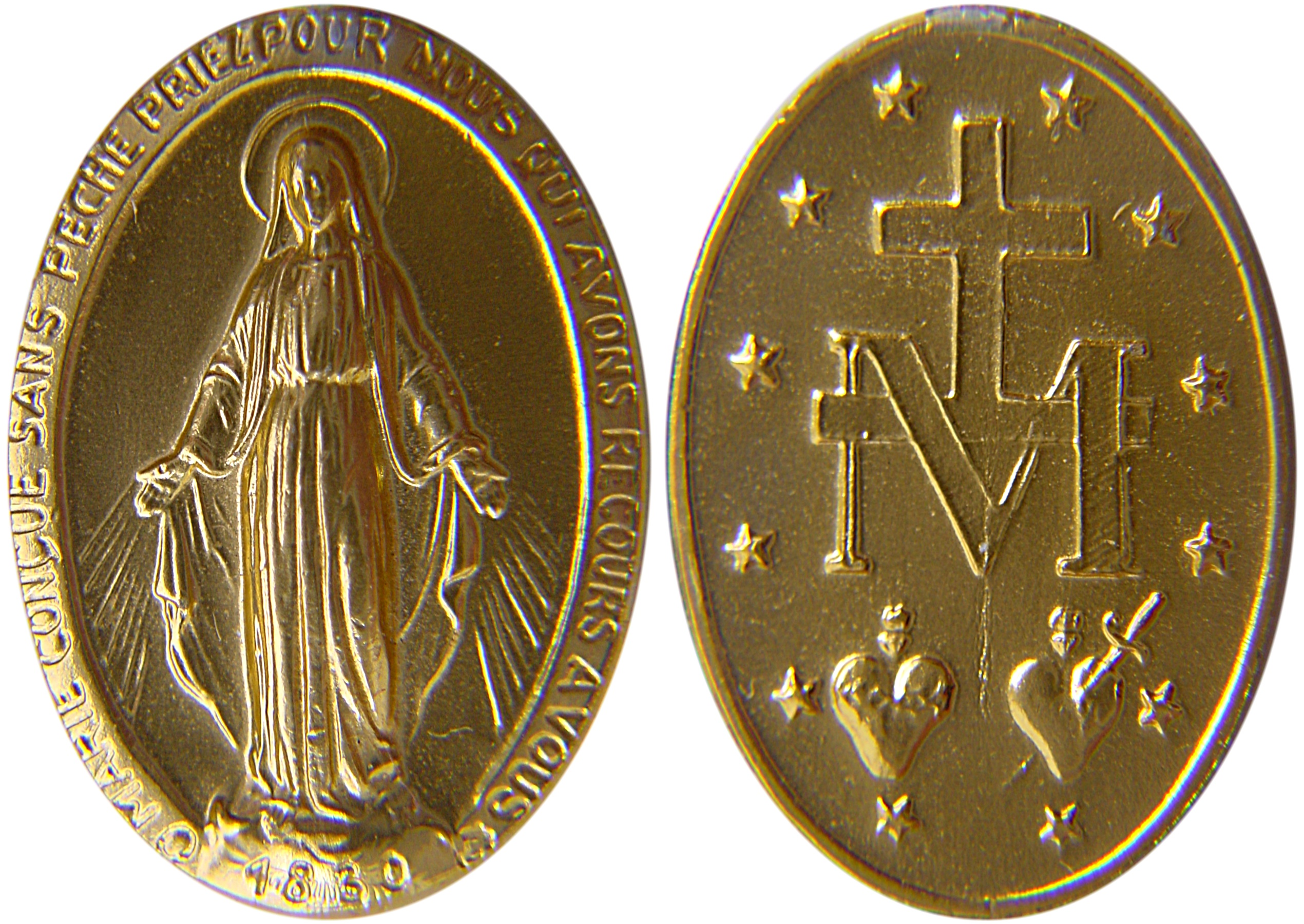
Medaglia miracolosa

Nella seconda fase — prosegue la narrazione di Caterina — scomparso il piccolo globo d'oro, le mani della Vergine si abbassano irraggiando fasci luminosi e, come a formare un'aureola, intorno alla testa della Madonna appaiono le parole: "O Maria, concepita senza peccato, pregate per noi che ricorriamo a Voi". Subito dopo sarebbe apparso il retro del quadro, senza la figura della Madonna e con al centro la lettera M, con al di sopra la croce e al di sotto i Sacri Cuori di Gesù e Maria. Una voce interiore avrebbe chiesto a Caterina di far coniare una medaglia che riproducesse la visione.
Solo nel 1832 furono coniati i primi millecinquecento esemplari. La medaglia fu presto detta "miracolosa" e il presunto miracolo che fece più scalpore fu la conversione dell'ebreo agnostico Alfonso Ratisbonne (1842). La Madonna avrebbe espresso, inoltre, a Caterina il desiderio che venisse fondata un'Associazione delle Figlie di Maria Immacolata.
Dopo i voti di comunità ebbe vari uffici nelle sue Case, comportandosi con la massima discrezione — solo le superiori seppero delle presunte apparizioni — e dedicandosi, come specifico dell'ordine di appartenenza, alla cura degli ammalati e degli anziani.

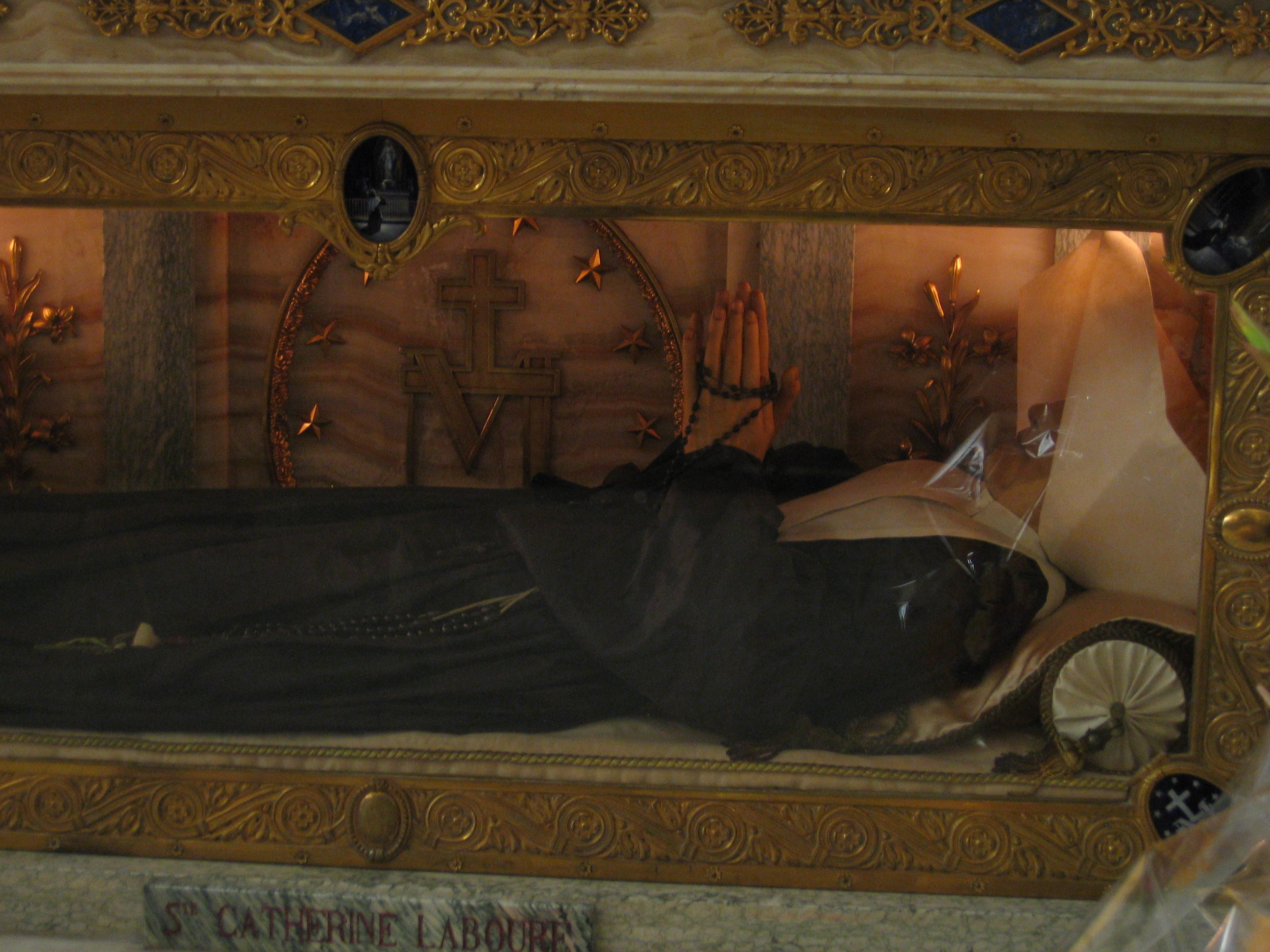
Corpo di Santa Caterina Labouré, custodito nella cappella della Casa madre delle Figlie della carità in rue du Bac a Parigi

Verso la fine del 1876 Caterina avrebbe predetto la sua prossima morte, che avvenne il 31 dicembre dello stesso anno. Introdotta la Causa di beatificazione e canonizzazione nel 1907, fu beatificata il 28 maggio 1933 da Pio XI e canonizzata il 27 luglio 1947 da Pio XII.
Nel 1933, in occasione della sua beatificazione, il corpo di Caterina fu ritrovato intatto; oggi è custodito nella Cappella Notre Dame della Medaglia Miracolosa, sotto l'altare della Vergine. 
Nel 1977 una convenzione tra il Comune di Parigi e le Figlie della carità di San Vincenzo de' Paoli ha permesso l'apertura al pubblico del giardino adiacente alla cappella, che ha preso il nome di Giardino Catherine Labouré.
Le apparizioni a Caterina Labouré non poterono avere il riconoscimento ufficiale, nonostante l'atteggiamento favorevole della Chiesa cattolica nei confronti della Medaglia miracolosa — a cominciare da papa Gregorio XVI — perché non fu possibile ottenere la testimonianza della religiosa. Tuttavia alcuni autori propendono per un riconoscimento di fatto.